# Wolfiporia dilatohypha
Wolfiporia dilatohypha är en svampart som beskrevs av Ryvarden & Gilb. 1984. Wolfiporia dilatohypha ingår i släktet Wolfiporia och familjen Polyporaceae.   Inga underarter finns listade i Catalogue of Life.